# カンバーランド (フリゲート)
カンバーランド（英語：HMS Cumberland, F85）は、イギリス海軍のフリゲート。22型フリゲートの12番艦。バッチ3コーンウォール級として区分される場合は2番艦となる。艦名はカンバーランドに由来し、この名を受け継いだイギリス海軍艦艇としては11代目にあたる。

## 艦歴
「カンバーランド」は、ヤーロウ・シップビルダーズのクライド造船所で1984年10月12日に起工し、1986年6月21日に進水、1989年6月10日に就役しデヴォンポート海軍基地を母港にし配備される。
2000年9月26日、「カンバーランド」は漁師と共にパロス島沖で座礁したギリシャのフェリー「エクスプレス・サミナ (Express Samina) 」の生存者救助に当たった。
2003年、「カンバーランド」は大西洋中部で対麻薬作戦に従事中に3.6トンのコカインを押収した。2005年10月には、ニカラグア沖のカリブ海でスピードボートから2トンのコカインを押収した。
2008年10月、「カンバーランド」は対海賊任務に割り当てられた。同年11月11日、カンバーランドは海賊に襲われたデンマーク船の救助に向かった。海賊がカンバーランドに対して発砲し、反撃で海賊3名が死亡した。
2011年2月22日、ウィリアム・ヘイグ外務英連邦大臣は退役のためイギリスに帰国途上で地中海を通過中であった「カンバーランド」を2011年リビア内戦でイギリス国民および他国民避難活動のためにリビアに派遣すると発表した。2月24日に「カンバーランド」はベンガジに入港しイギリス人他欧米人避難民を収容し同日マルタへ向けて出航する。3月6日にヘイグ英外相は「イギリス外交団」が反カダフィ勢力との接触を試みるも拒絶されリビアを出国したと発表した。この過程においてイギリス外交団8人はベンガジ南西のスルクにヘリコプターで着陸し、反体制派と接触を試みるも拘束された。ガーディアンの報道によればイギリス外交団は6人がイギリス陸軍特殊部隊（SAS）、2人がイギリス情報局秘密情報部（MI6）で構成されていたと報じている。反体制派は合意なき入国のため交渉を拒絶、イギリス外交団は退去し近海を航行中であった「カンバーランド」に帰還しマルタへ向かう。その後、リビア飛行禁止空域の本格化に伴い、ひき続いてリビア沖にて海上封鎖の任務に就く。
「カンバーランド」は国防予算削減を決定した政府の方針に従い、2011年6月11日に退役した。